# Carl Johan von Heideken

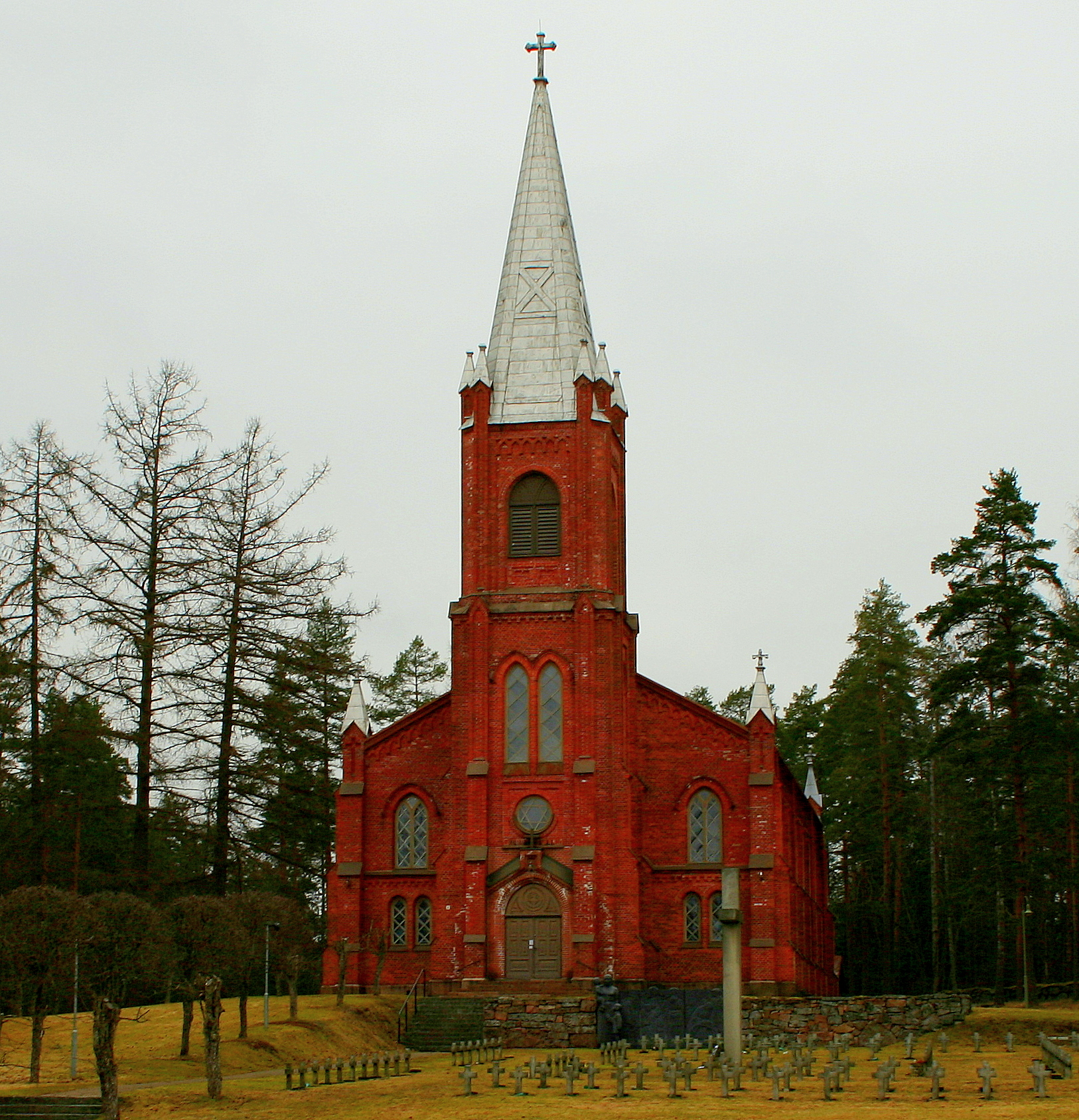
Sippola kyrka, ritad av von Heideken.

Carl Johan von Heideken, född 24 augusti 1832 i Stockholm, död 27 mars 1888 i Åbo, var en svenskfödd arkitekt, som var verksam i Finland.
Efter utbildningen vid Konstakademien i Stockholm flyttade von Heideken till Finland. Där tjänstgjorde han som stadsarkitekt i Björneborg från 1853 till 1858 och i Åbo från 1865 till 1888; år 1868 utnämndes han till länsarkitekt i Åbo och Björneborgs län. Under perioden 1858–1865 var han verksam som privatarkitekt i Helsingfors. Bland hans verk finns Sippola kyrka, Centrala Björneborgs kyrka, Kauvatsa kyrka och tull- och packhuset i Björneborg, som idag inhyser Björneborgs konstmuseum. Han deltog också i renoveringen av Kulla kyrka i Ulvsby. Han bidrog väsentligt till Björneborgs återuppbyggnad efter 1852 års stora brand; i sitt arbete utgick han från Georg Theodor Chiewitzs stadsplan.